# Ashok Bhalotra

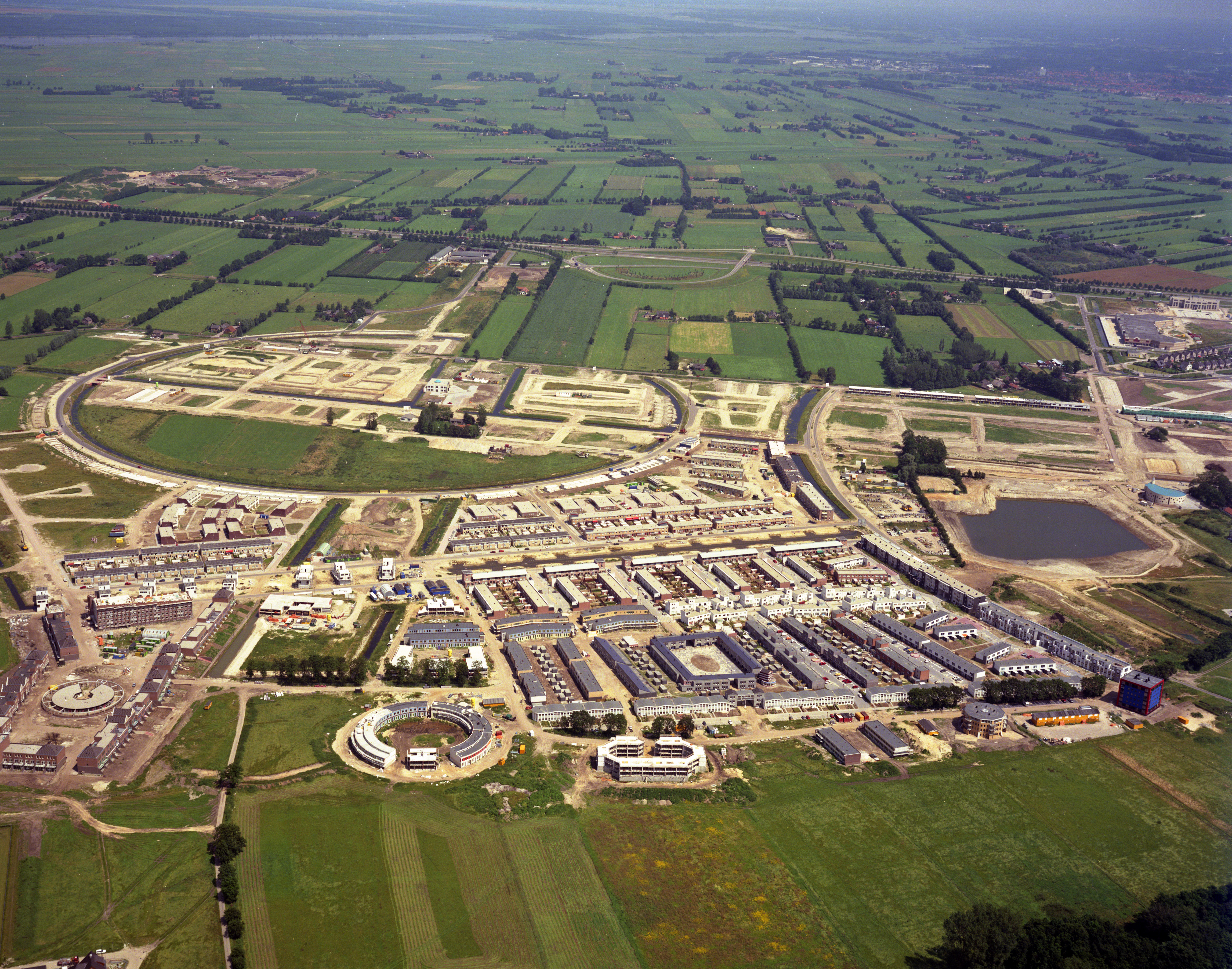
De wijk Kattenbroek in Amersfoort in aanbouw (1991)

Ashok Bhalotra (Gujarat (India), 8 maart 1943 – Rotterdam, 5 april 2022) was een uit India afkomstige architect en stedenbouwkundige.
Na zijn studie in India op bovengenoemde terreinen is hij werkzaam geweest in India en Koeweit. Vervolgens werkte hij vier jaar in Parijs bij Woods & Candalis en bij Anatole Kopp.
Sinds 1971 was hij verbonden aan KuiperCompagnons, een bureau voor Ruimtelijke Ordening, Stedenbouw, Architectuur en Landschap in Rotterdam. Naast projecten in Nederland heeft hij ook plannen ontwikkeld in het buitenland. Hij is met name bekend geworden door Kattenbroek, een woonwijk van ruim 5.000 woningen in het noorden van Amersfoort. Verder heeft hij in onder andere 1998, in samenwerking met Harm Zeedijk, de nieuwbouwwijk Skoatterwald ontworpen aan de oostkant van Heerenveen en de wijk Stad van de Zon in Heerhugowaard. Voor het ontwerpen van het laatstgenoemde is Bhalotra in Heerhugowaard geëerd met brug en fietspad. Respectievelijk de Ashok Bhalotrabrug, welke over de N242 ligt, en het Ashok Bhalotrapad. In Kattenbroek werd in 2023 het Bhalotrapad naar hem vernoemd.